# Korsgevär
Korsgevär är en gemensam benämning på spontoner, hillebarder, bardisaner, halvpikar med flera liknande stångvapen. Ordet härstammar från senare delen av 1600-talet i Tyskland - Kurzgewehre (korta "värjor") -  till skillnad från de långa pikarna. Ordet uppträder även i Sverige men förvrängdes där till korsgevär eller kurtsgevär.